# Martaizé
Martaizé – miejscowość i gmina we Francji, w regionie Nowa Akwitania, w departamencie Vienne.
Według danych na rok 1990 gminę zamieszkiwały 433 osoby, a gęstość zaludnienia wynosiła 22 osób/km² (wśród 1467 gmin regionu Poitou-Charentes Martaizé plasuje się na 602. miejscu pod względem liczby ludności, natomiast pod względem powierzchni na miejscu 407.).